# Rytwiany (przystanek kolejowy)
Rytwiany – dawny kolejowy przystanek osobowy na wąskotorowej linii kolejowej Jędrzejów Wąskotorowy Osobowy – Szczucin koło Tarnowa Wąskotorowy w Rytwianach, w województwie świętokrzyskim, w Polsce.